# José Ángel Iribar
José Ángel Iribar Cortajarena (* 1. březen 1943, Zarautz) je bývalý španělský fotbalový brankář baskické národnosti. Měl přezdívku El Chopo (baskicky El Txopo, v překladu: Topol).
Se španělskou reprezentací vyhrál mistrovství Evropy roku 1964. Hrál též na mistrovství světa 1966. V národním týmu působil v letech 1964–1976 a nastoupil ve 49 zápasech.
Takřka celou kariéru (1962–1980) strávil v jediném klubu, Athletic Bilbao. V sezóně 1976/77 se s ním probojoval do finále Poháru UEFA. Dvakrát s Bilbaem získal španělský pohár (1968/69, 1972/73). V lize s ním dosáhl nejvýše na 2. místo v sezóně 1969/70.
Již jako hráč vyjadřoval ideje baskického nacionalismu, což ho po skončení hráčské kariéry přivedlo do politiky. Je také trenérem, vedl mj. baskickou reprezentaci.